# Polo Museológico do Moinho da Arregata
O Pólo Museológico do Moinho da Arregata é um espaço museológico na aldeia de Rogil, no Município de Aljezur, na região do Algarve, em Portugal.

## Descrição e história
Este monumento situa-se nas imediações da aldeia de Rogil. Tem como finalidade demonstrar os vários mecanismos e utensílios tradicionais utilizados na moagem dos cereais.
O moinho, de planta circular, tem as paredes caiadas de branco, com embasamento em tons azuis, e um telhado em forma de capelo, com telhas escuras. Além do moinho em si, o complexo também inclui a casa do moleiro, com uma divisão utilizada como estábulo, e um forno antigo, de planta circular. Nos edifícios foram utilizadas vários métodos de construção típicos da região, destacando-se os respiradouros do forno, de forma oval, nos quais foram utilizados dois fragmentos de telha de canudo.
O moinho foi provavelmente construído do século XIX. Em 1997, foi alvo de obras de recuperação por parte da Câmara Municipal de Aljezur, no sentido de permitir a sua abertura ao público, tendo sido restaurado de acordo com o estilo tradicional da região. Em 2012, foram feitos trabalhos de conservação, que incluíram a pintura e a reparação do interior da cobertura, e em Março de 2013, o edifício foi danificado por fortes chuvadas, levando à sua derrocada parcial.